# Colonnes du Capitole

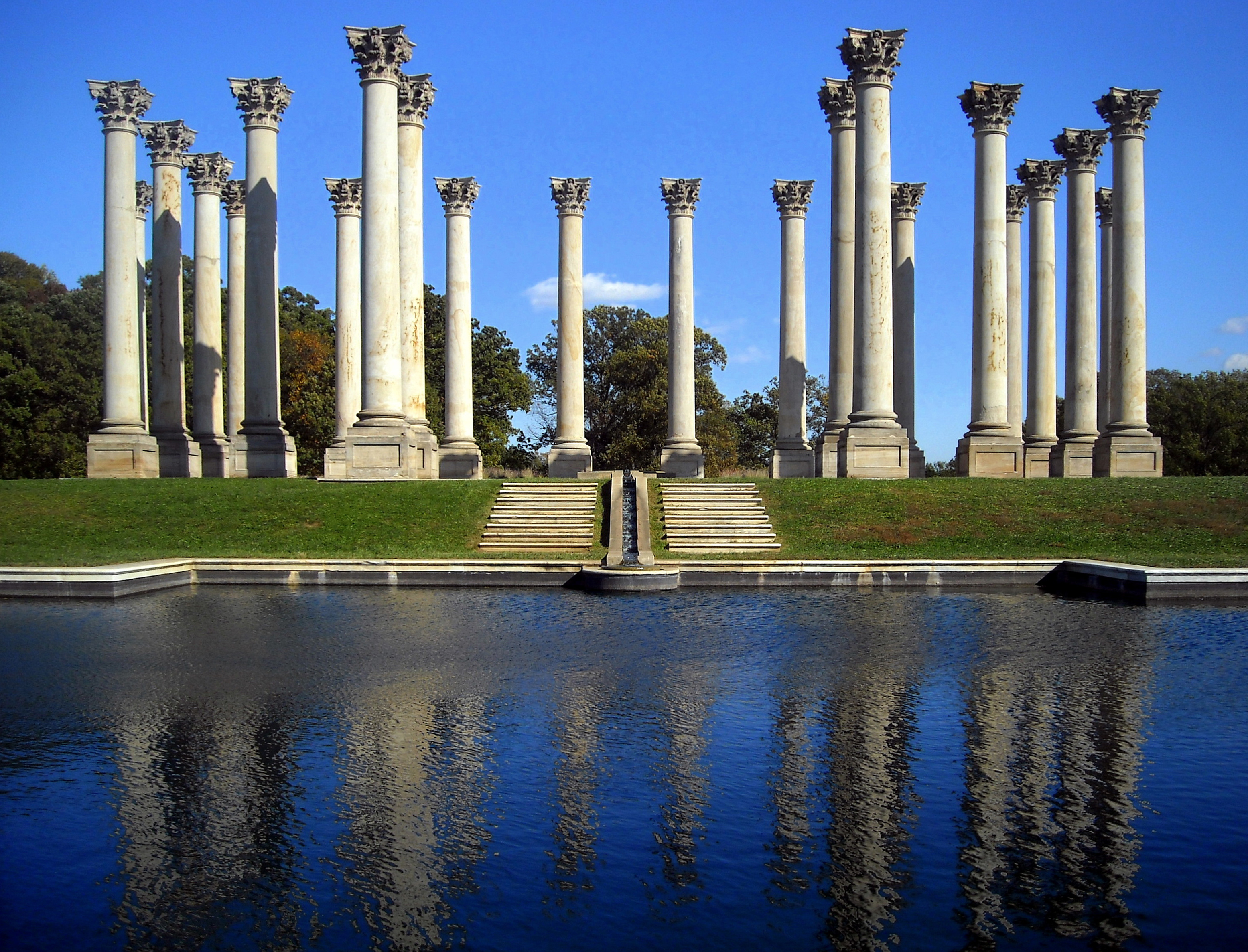
Colonnes et plan d'eau

Les colonnes du Capitole est un monument de l'Arboretum National à Washington. Il s'agit d'un arrangement de vingt-deux colonnes corinthiennes, placées au milieu d'une prairie d'une superficie de 20 acres (8,1 ha), connue sous le nom d'"Ellipse Meadow".